# Česká Lípa hlavní nádraží
Česká Lípa hlavní nádraží (Česká Lípa főpályaudvar) egy csehországi vasútállomás, Česká Lípa városban, a központtól délre.

## Vasútvonalak
Az állomást az alábbi vasútvonalak érintik:
- Bakov nad Jizerou–Jedlová-vasútvonal
- Děčín–Benešov nad Ploučnicí–Rumburk/Česká Lípa-vasútvonal
- Liberec–Česká Lípa-vasútvonal
- Lovosice–Česká Lípa-vasútvonal

## Szomszédos állomások
A vasútállomáshoz az alábbi állomások vannak a legközelebb:
- Zahrádky u České Lípy
- Vlčí Důl-Dobranov
- Česká Lípa střelnice
- Srní u České Lípy
- Česká Lípa-Holý vrch

## Fordítás
- Ez a szócikk részben vagy egészben  a(z)   Česká Lípa hlavní nádraží című lengyel Wikipédia-szócikk fordításán alapul.  Az eredeti cikk szerkesztőit annak laptörténete sorolja fel. Ez a jelzés csupán a megfogalmazás eredetét és a szerzői jogokat jelzi, nem szolgál a cikkben szereplő információk forrásmegjelöléseként.
- Ez a szócikk részben vagy egészben  a(z)   Česká Lípa hlavní nádraží című cseh Wikipédia-szócikk fordításán alapul.  Az eredeti cikk szerkesztőit annak laptörténete sorolja fel. Ez a jelzés csupán a megfogalmazás eredetét és a szerzői jogokat jelzi, nem szolgál a cikkben szereplő információk forrásmegjelöléseként.